# 黑陶
黑陶是山东龙山文化中最著名，最典型的陶器，它产生于新石器时代晚期，距今已有4500多年的历史，1931年在山东省龙山镇首次被发现。黑陶是继彩陶之后中国新石器时代的又一制陶高峰，在中国美术史上具有非常重要的地位。
黑陶以黄河古道淤积的天然黄胶泥为主要原料，在高温室（1050℃）中，采用渗炭传统工艺（还原性炉气）烧制而成。
傣族是制作和使用黑陶最多的民族。西双版纳、普洱镇远等地是黑陶的主产地。黑陶器的原料是傣乡特有的一种黑土，经与一定的沙和沾土混合沤透后捶砸揉压制成。黑陶器均以手工拉坯制作，坯拉好后用刀刮或刻画出花纹，晾干后烧制即成。黑陶器一般皆为素色，表面光滑，质地细腻。
由于黑陶具有良好的透气性，因而在炎热的傣乡，长时间用它蓄水不仅不会变质，而且能保持水的清凉感觉。还有一个用途是用作祈吉的滴水器，傣族寺庙佛殿中的柱脚处通常会有一个落水小洞，根据滴水的情况占卜，若有不吉要请佛爷为其念经解除。
现今，黑陶作为艺术品为人们所接受。在技术方面，如今的黑陶制品日趋精细。造型方面，更多样化。

## 特点
有黑、薄、光、细四大特点：胎壁极薄质地坚硬、胎骨紧密、通体磨光，表层无釉但呈现深黑色光泽。不以装饰取胜，而以造型见长，仅有少数弦纹、划纹或镂孔。其型其质“黑如漆，亮如镜，薄如纸，声如罄。”掂之飘忽若无，敲击铮铮有声。